# Jiří Orten
Jiří Orten (vero nome era Jiří Ohrenstein) (Kutná Hora, 30 agosto 1919 – Praga, 1º settembre 1941) è stato un poeta cecoslovacco.

## Biografia
Era di famiglia ebrea, e fratello del regista Ota Ornest, studiò nel Conservatorio di Arte drammatica di Praga fino al 1939, anno cruciale per l'Europa e per la vita di Orten. In Boemia e in Moravia arrivarono le truppe tedesche di occupazione ed entrarono immediatamente in vigore le Leggi razziali del Terzo Reich. Ebbe una vita brevissima, poiché morì a soli 22 anni in seguito ad un incidente stradale, alla vigilia del suo compleanno: il 29 agosto 1941 infatti, uscendo da un chiosco, dove si era fermato per comprare delle sigarette, fu travolto da un'autoambulanza tedesca che procedeva a forte velocità e trascinato per alcune decine di metri. Trasportato all'Ospedale generale, gli fu negato il ricovero a causa della sua origine ebraica; trasferito in stato di coma in un ambulatorio destinato ai soli ebrei, non si risvegliò più. Morì due giorni dopo, il 1º settembre, e fu seppellito nel nuovo cimitero ebraico di Praga.

## Poetica
A 17 anni, nel 1936, inizia a scrivere in giornali e riviste, e dal 1939 a causa delle leggi razziali si servì degli pseudonimi Kerel Jìlek e Jiřì Jakub.
Appartiene al gruppo dei giovani artisti Ohnice (Malerba) che operò negli anni dell'occupazione nazista (insieme a Bednàř, Bonn, Bezovskŷ, Hiršal). 
Sono riconoscibili nella sua opera le influenze del poeta ceco Halas, oltre R. Weiner, Rainer Maria Rilke, F. Jammes, e ancora dalla filosofia di Kierkegaard e di de Unamuno.
Nella sua breve opera letteraria riuscì ad esprimere la sua concezione negativa dell'esistenza, il senso di dolore e angoscia, e la coscienza di una morte imminente. Una concezione della vita emblematica per tutta la sua generazione costretta a vivere in una condizione storicamente difficilissima, minata da pericoli imminenti, priva di prospettive di futuro, di normalità e serenità.

## Opere
Della sua produzione poetica pubblicò le raccolte Čìtanka jaro, Crestomazia primavera del 1939; Cesta k mrazu, Viaggio verso il gelo del 1940; Ohnice, Malerba del 1941; rimasero invece inedite altre due raccolte: Zcestì Disvio e Elegie pubblicate solo nel 1947 nel volume Opere curato da V. Černý. Nonostante al centro della sua opera stia la poesia, si cimentò anche nella prosa e nel teatro, scrisse recensioni e saggi letterari. Da segnalare la prosa Eta, Eta, žlutì ptàci: Eta, eta, uccelli gialli, in seguito rielaborata nel romanzo Malà vìra, Piccola fede pubblicato nel 1966. Si conservano anche tre quaderni di circa 1500 pagine manoscritte ai quali dava nome a seconda della copertina (Libro azzurro, Libro zigrinato, Libro rosso). Questi diari furono pubblicati nel 1958, e hanno gettato nuova luce sulla poesia di Orten, poiché mettono a nudo la stretta connessione della sua creazione poetica con la sua vicenda personale, il suo bisogno esasperato di estrinsecare quotidianamente la sua angoscia esistenziale, ma soprattutto perché svelano la complessità del suo mondo interiore e della sua immaginazione poetica.